# Јулисиз (Небраска)
Јулисиз (енгл. Ulysses) град је у америчкој савезној држави Небраска.

## Демографија
По попису из 2010. године број становника је 171, што је 105 (-38,0%) становника мање него 2000. године.
| Група             | 2000.       | 2010.       |
| Белци             | 260 (94,2%) | 165 (96,5%) |
| Афроамериканци    | 0 (0,0%)    | 0 (0,0%)    |
| Азијати           | 1 (0,4%)    | 0 (0,0%)    |
| Хиспаноамериканци | 7 (2,5%)    | 4 (2,3%)    |
| Укупно            | 276         | 171         |